# Maia (freguesia in Ribeira Grande)
Maia is een plaats (freguesia) in de Portugese gemeente Ribeira Grande en telt 1901 inwoners (2001).

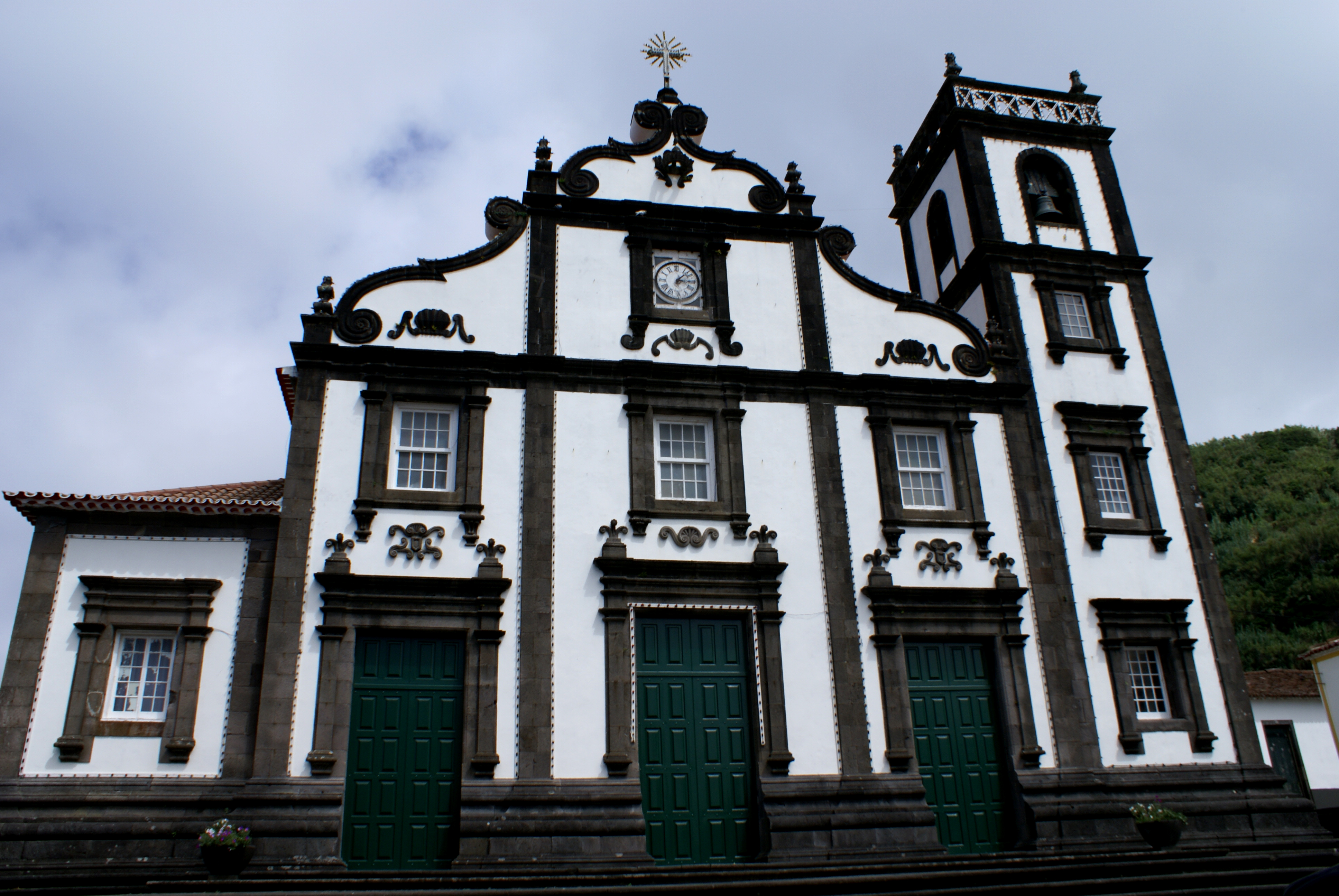
Heilige Geestkerk, Maia
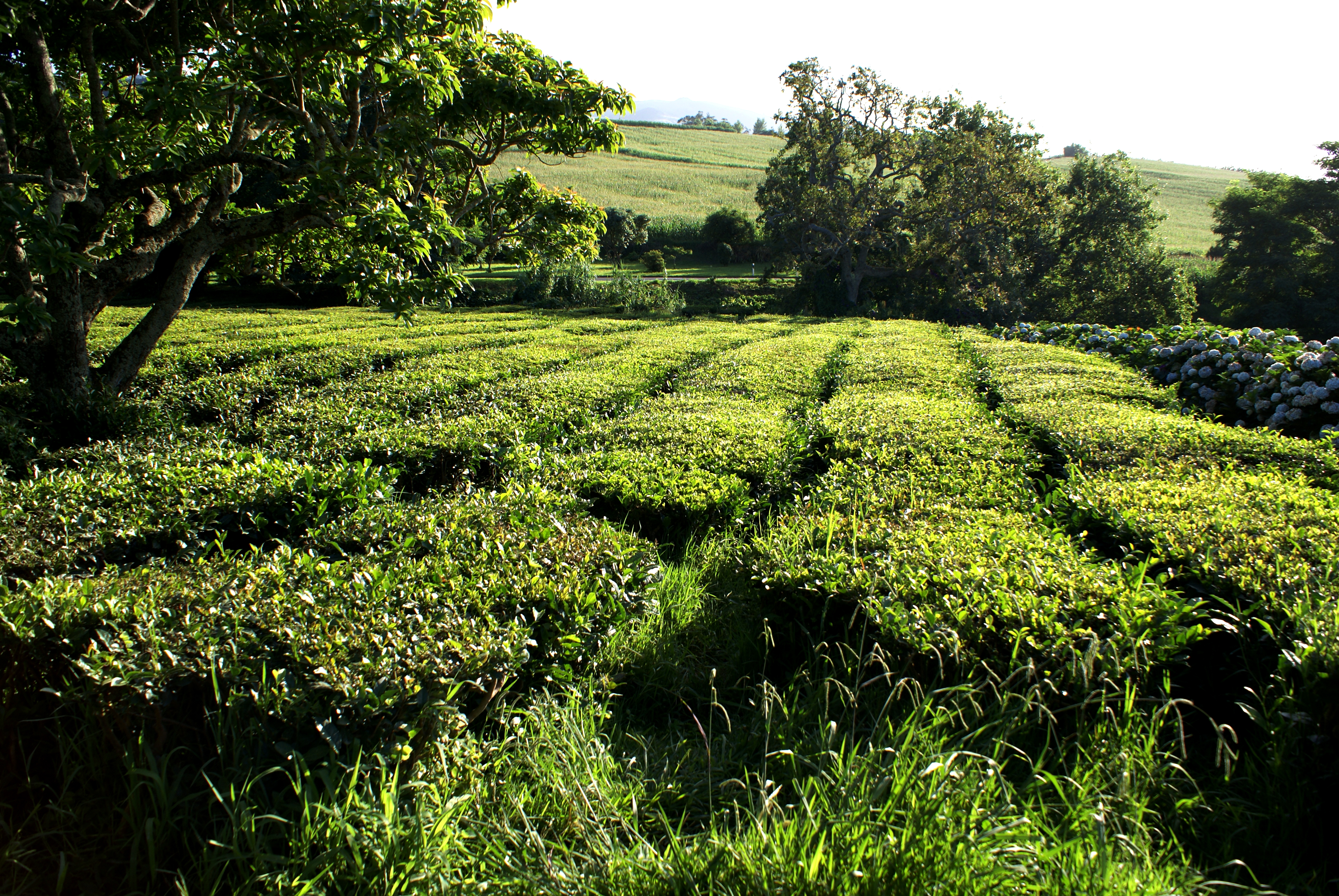
Plantage Chá Gorreana
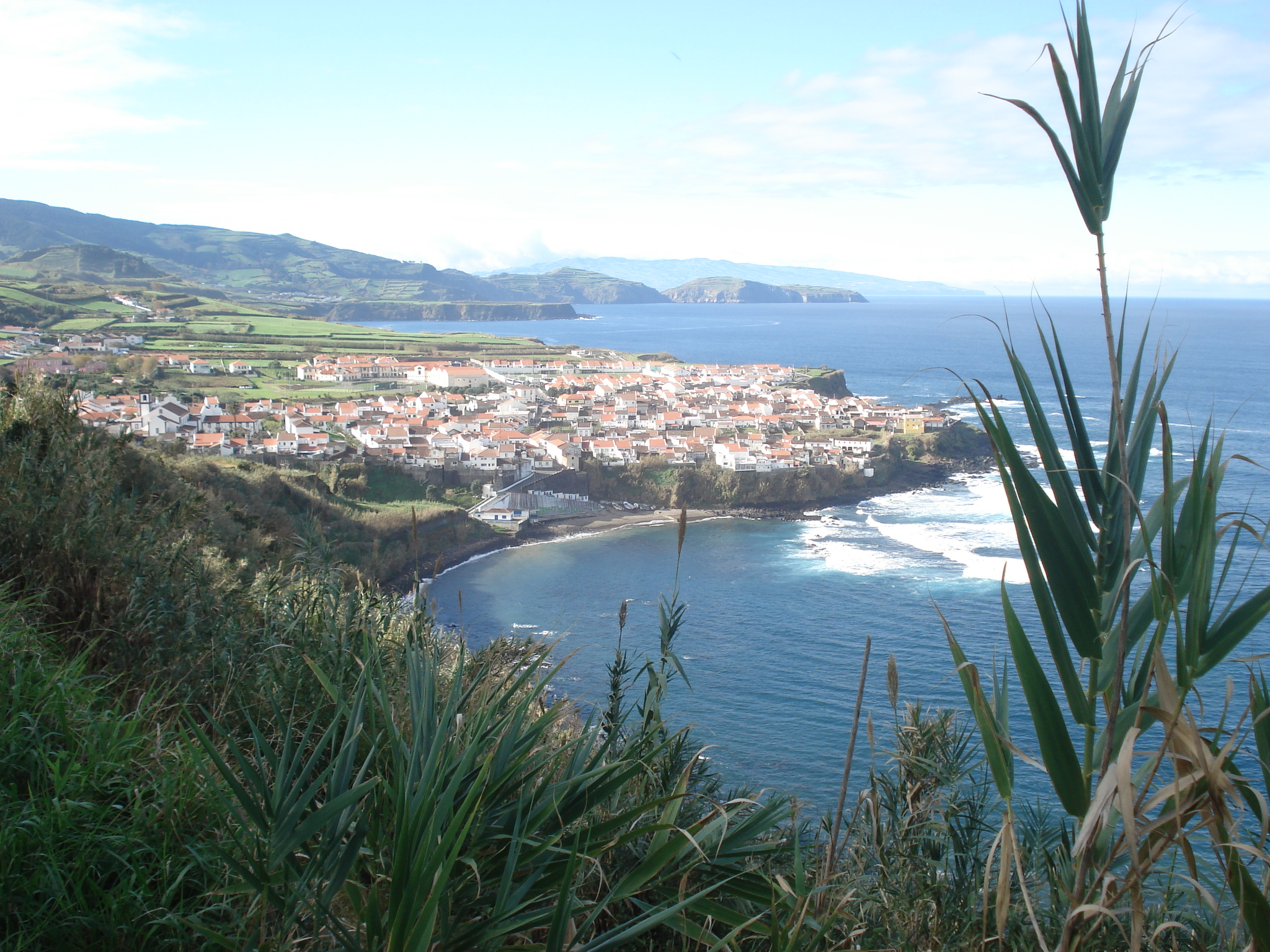
Uitzicht op Maia